# Osaka Express (schip, 2007)

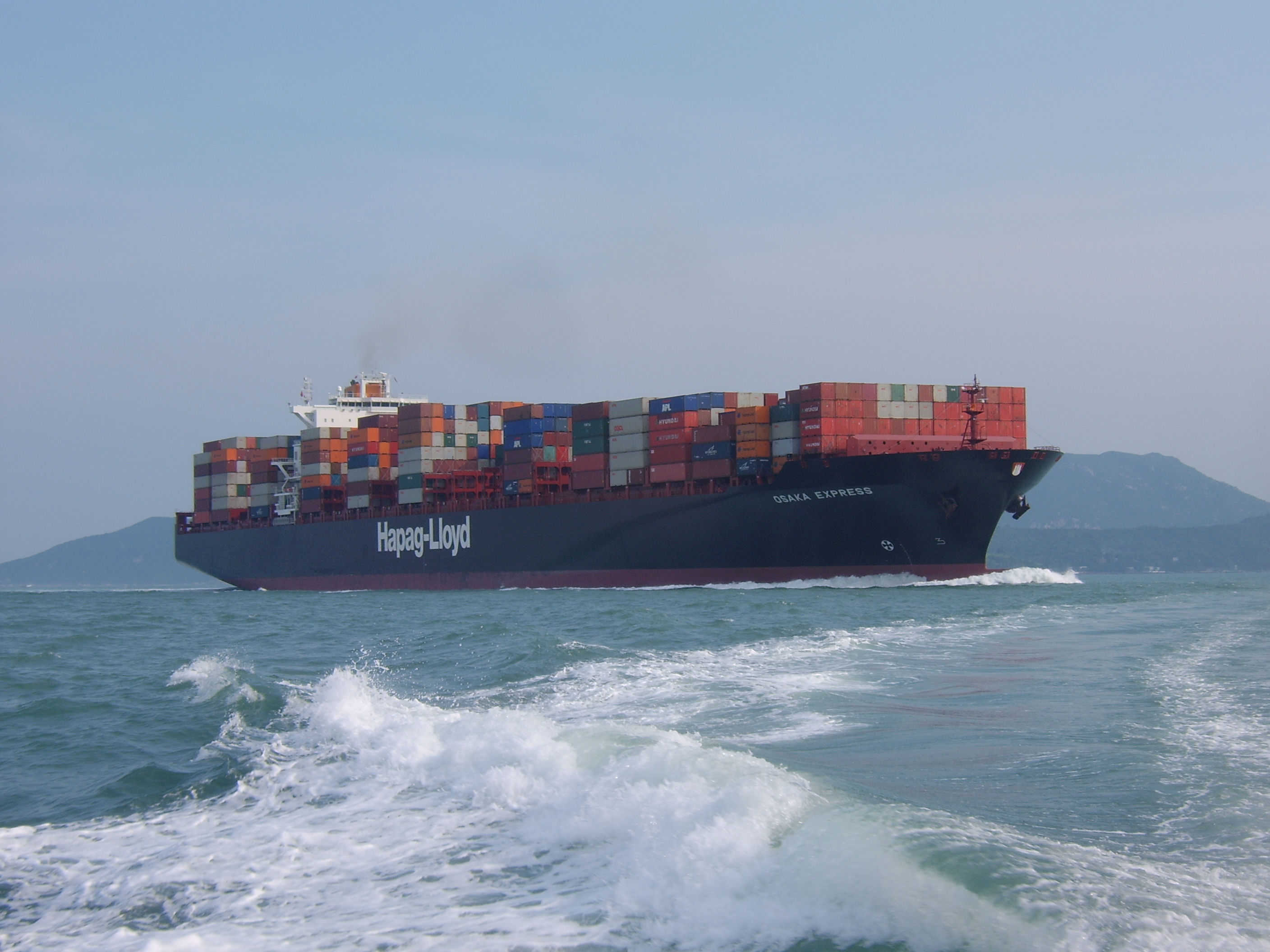
Osaka Express

De Osaka Express is een containerschip van het bedrijf Hapag-Lloyd uit 2007. Het schip heeft een vervoerscapaciteit van 8749 TEU, een TEU is een halve normale container. Het schip heeft een maximumsnelheid van 25 knopen. Het schip behoort tot de klasse van Colombo Express-schepen.